# キトサップ海軍基地
キトサップ海軍基地（キトサップかいぐんきち、Naval Base Kitsap）はワシントン州のキトサップ半島に位置するアメリカ海軍基地。
2004年、ブレマートン海軍施設とバンゴール海軍潜水艦基地を併合して設立された（ブレマートンおよびバンゴールについては後述）。
キトサップ海軍基地の任務は西ピュージェット水道全体の海軍艦隊の母港としてあること、および基地運用サービスを提供することであり、同基地を母港とする水上艦艇、弾道ミサイル潜水艦およびその他の原子力潜水艦への支援を含んでいる。
キトサップ海軍基地は、同基地に所在する戦闘司令部や海軍活動、艦船の乗員や民間人雇用者のニーズに見合ったサービス、プログラムおよび施設を提供している。キトサップは全米で3番目に大きい海軍基地で、原子力艦艇に対応できるアメリカ海軍造船廠4か所のうちのひとつで、2つある戦略核兵器施設のひとつであり、アメリカ海軍最大の燃料貯蔵所である。海軍北西地区では最大の海軍組織であり、ブレマートン、バンゴール、マンチェスターおよびキーポートに所在する諸施設からなっている。
2005年には、海軍において最良の基地を顕彰する卓越した施設に対する最高司令官賞（Commander in Chief's Award for Installation Excellence）を受賞した。

## 歴史

### バンゴール海軍潜水艦基地
バンゴール海軍潜水艦基地（バンゴールかいぐんせんすいかんきち、Naval Submarine Base Bangor）の歴史は1942年に始まり、第二次世界大戦中にはアジア・太平洋戦域（en）向けの弾薬船積み施設になった。基地を拡張し恒久的な海軍基地とするため、アメリカ海軍は、バンゴール近郊のフッド運河沿いの土地7,676エーカー（3,100ヘクタール）を約1,870万ドルで購入した。海軍弾薬庫が1944年6月5日に完成し、1945年1月から運用を開始した。2004年、バンゴールはブレマートン海軍施設と併合されキトサップ海軍基地となった。
第二次世界大戦に始まり、朝鮮戦争およびベトナム戦争、1973年1月まで、バンゴール別館は艦船に搭載される在来型兵器の積載に責任を負う海軍弾薬庫としてサービスを継続した。
1973年、海軍はバンゴール基地をトライデントSLBMを搭載した弾道ミサイル潜水艦であるオハイオ級原子力潜水艦の最初の戦隊の母港として選定したことを発表した。1977年2月1日、トライデント搭載潜水艦基地が公式に活動を開始した。キトサップ海軍基地には、原子力潜水艦に搭載されるトライデント弾道ミサイルのためのメンテナンスおよび交換部品を提供し、予備核弾頭の保管庫である太平洋戦略兵器施設（Strategic Weapons Facility Pacific, SWFPAC）がある。
こうしたトライデント潜水艦基地はアメリカ海軍には2つあり、バンゴールは太平洋艦隊にとって唯一のものであり、大西洋艦隊ではキングズベイ海軍潜水艦基地が相当する。

### ブレマートン海軍施設
ブレマートン海軍施設（ブレマートンかいぐんしせつ、Naval Station Bremerton）にはブレマートン海軍病院がある。2004年、バンゴール海軍基地と併合されキトサップ海軍基地となった。

### 抗議活動
2009年11月2日、82歳のウイリアム・J・ビシェル（William J. Bichsel）司祭を含む5人の抗議者が、核弾頭を保管したバンカーに近接したエリアに2か所のフェンスを切断して侵入した。逮捕されるまで、抗議者たちは横断幕を掲げ、地面に血をぶちまけ、ひまわりの種をまきちらし、祈りを捧げた。ビシェルは2012年2月9日に連邦刑務所から釈放された。

## 部隊と艦艇
- 第3空母打撃群司令官

| バンゴール海軍潜水艦基地 巡航ミサイル原子力潜水艦（SSGN) オハイオ級原子力潜水艦 オハイオ （USS Ohio , SSGN-726） ミシガン （USS Michigan , SSGN-727） 弾道ミサイル原子力潜水艦（SSBN) オハイオ級原子力潜水艦 ヘンリー・M・ジャクソン （USS Henry M. Jackson , SSBN-730） アラバマ （USS Alabama , SSBN-731） ネバダ （USS Nevada , SSBN-733） ペンシルベニア （USS Pennsylvania , SSBN-735） ケンタッキー （USS Kentucky , SSBN-737） ネブラスカ （USS Nebraska , SSBN-739） メイン （USS Maine , SSBN-741） ルイジアナ （USS Louisiana , SSBN-743） 攻撃型原子力潜水艦 シーウルフ級原子力潜水艦 ジミー・カーター （USS Jimmy Carter , SSN-23） | ブレマートン海軍施設 航空母艦 ニミッツ級航空母艦 ニミッツ （USS Nimitz , CVN-68） ロナルド・レーガン （USS Ronald Reagan , CVN-76） 攻撃型原子力潜水艦 シーウルフ級原子力潜水艦 シーウルフ （USS Seawolf , SSN-21） コネチカット （USS Connecticut , SSN-22） |